# 논천설
논천설(論天說)은 고중세 한자문화권의 전통 우주론이다. 중국에서 여러 논천설의 경쟁이 있은 끝에 고대에 이미 혼천설이 승리했고, 한국이나 일본은 이미 주류가 된 혼천설을 수용하기만 했다. 

## 한대 논천설 논쟁
중국에서는 전국시대 말부터 전한시대까지 우주의 구조에 대한 논의가 이루어졌다. 고대의 천문 이론들이 다루어진 최초의 내용은 『진서』 「천문지」(天文志)에 기록되어 있다. 천문지에는 개천설, 혼천설, 선야설, 궁천설, 안천설, 흠천설의 여섯 가지 천체 구조론이 기록되어 있다. 이중 궁천설, 안천설, 흠천설은 개천설과 혼천설의 보조적 이론이었고, 논쟁의 중심이 되는 이론은 개천설과 혼천설이었다.
천체 구조에 대한 기본적인 인식은 하늘은 위에 있고, 땅은 그 아래에 있다는 것이다. 이러한 인식들은 문명 초기에서부터 발생하였으며, 점차 구체화되었다. 회남자(淮南子)에 기록되어 있는 내용을 요약하자면 다음과 같다.
- 우주가 형성되기 전에는 모든 것이 혼란한 상태로 존재하였다.
- 우주는 기로 이루어져있어 가벼운 것은 위로 올라가 하늘이 되었고, 무거운 것은 아래로 내려가 땅이 되었다.

이러한 기본 사상은 이후 다른 우주론들이 탄생하는 데 기초가 되었다.

### 안천설(安天說)
안천설은 진의 우희(虞喜)가 주장한 우주론이다.
우희는 중국 최초로 천구의 세차 운동을 발견하였다. 우희는 최초로 세차운동을 도입한 우주론을 주장한다. 그의 이론은 선야설의 영향을 많이 받았다.
우희의 말에 따르면 하늘과 땅은 그 끝이 없고 무한하다. 땅은 분명히 아래에 있어서 움직이지 않고, 하늘은 확실히 위에 있어 영구한 안정을 지닌다.
무한한 우주를 생각했다는 점에서 안천설은 선야설과 유사하다. 그러나 안천설은 선야설과는 다르게 우주의 안정성에 대해 강조한다.

### 궁천설(穹天說)
궁천설은 우희(虞喜)의 조부 우용(虞聳)이 주장한 우주론이다.
궁천설은 개천설을 보강해 하늘과 땅의 상하관계를 분명히 하였다. 또한 개천설에서 설명하지 못했던 하늘이 안정하게 떠 있는 이유에 대해서도 설명한다.
궁천설에서 하늘은 궁륭형으로 생겼고, 하늘의 끝이 사해에 닿아있다. 하늘과 땅 사이에는 기가 차 있어 하늘은 이 기의 힘에 의해서 무너지지 않을 수 있다.

## 송대 성리학 우주론
고대 우주론에 대한 논쟁은 혼천설의 승리로 끝이 났다. 그러나 혼천설의 경우 우주의 구조에 대해서는 설명할 수 있었지만, 우주의 생성 원리에 대해서는 설명할 수 없었다. 우주의 생성과 우주의 구조를 하나로 연결시킬 수 없었다. 송대 이후 등장한 성리학은 이러한 문제를 해결하기 위해 혼천설을 수정하여 새로운 우주론을 만들었다.
성리학에서는 기의 개념을 도입해 우주를 설명하려했다.

### 장재의 우주론
처음으로 기의 개념을 도입해 우주를 설명하려 한 사람은 송나라의 장재이다.
장재의 우주론에 의하면 우주는 기로 가득 차 있다. 우주는 기의 운동에 의해 만물이 생성과 소멸을 반복한다. 하늘은 기의 끊임없는 회전으로, 이전의 이론과 달리 고정된 실체가 아니다.
장재도 이전의 우주론에서 주장했던 하늘이 동에서 서로 돈다는 이론을 받아들였다. 장재는 하늘이 동에서 서로 돈다면 그것은 기가 그 방향으로 회전하기 때문이라 설명하였다. 기의 회전으로 우주를 설명하기 위해서 해와 달도 왼쪽으로 돈다고 주장했다. 이것은 이전의 천문학자들이 주장했던것과 정면으로 충돌하는 내용이다.

### 주자의 우주론
장재의 우주론을 계승해 더욱 발전시킨 인물은 남송의 주자이다.
주자는 장재의 기의 회전에 의한 우주론을 발전시켜, 우주의 구조 뿐만이 아니라 우주의 생성까지 설명할 수 있는 우주론을 만들었다. 주자의 설명에 따르면 우주는 처음에는 단순한 기의 회전에 지나지 않았다. 회전이 빨라지면서 여러 찌꺼기를 내놓았는데 이것이 가운데로 모여 땅이 만들어졌다. 가벼운 것들은 위로 올라가 하늘이 되어 계속해서 회전하였고, 땅은 가운데에 움직이지 않고 있다.
주자의 우주의 구조는 혼천설의 우주의 구조와 비슷하다. 혼천설의 우주에서 고체 하늘을 제거하면 주자의 우주가 나온다. 주자는 다음과 같은 비유를 통해서 끊임없이 회전하는 기 사이에 땅과 물이 있을 수 있다고 설명한다.
“하늘과 땅은 사람이 두 개의 밥공기를 합쳐, 그 속에 물을 넣은 것과 같은 것이다. 손으로 끊임없이 돌리면 물은 그 속에 있으면서 흘러나오지 않는다. 조금이라도 손을 멈추게 되면 물이 흘러나오게 된다.”
주자는 일곱 별의 운행도 기의 운동을 통해서 설명하였다. 땅과의 거리에 따라서 기의 회전 속도에는 차이가 난다. 일곱 별은 각각 땅의 기운에 가까운 순서대로 땅에 가까이 위치한다. 이들은 각각의 위치에서 다른 속도의 기에 따라서 움직이기 때문에 각각의 규칙적인 운동을 한다.
주자의 우주론은 성리학적으로는 완성이 되었으나, 천문학자들에게는 지지를 받지 못했다. 해와 달의 움직임을 하늘과 같이 동에서 서쪽으로 움직인다 주장함으로써 역법 계산에 어려움이 더 많이 생기게 된 것이다.

## 같이 보기
- 우주론
- 태양중심설
- 지구중심설
- 혼천의
- 혼상
- 성리학